# Willi Pittana
Willi Pittana (Latisana, 26 gennaio 1972) è un ex calciatore italiano, di ruolo centrocampista.

## Carriera
Inizia la sua carriera nell'Udinese, squadra con cui debutta in serie B, verrà poi ceduto in prestito al Catania per farsi le ossa. In Sicilia esplode totalizzando 26 presenze e realizzando anche 2 gol. Tra il 1993 e il 1997 vestirà le maglie di Udinese (debuttando in Serie A nella sconfitta per 1-0 sul campo del Torino del 12 settembre 1993), Venezia, Fidelis Andria, Vicenza e Carpi. Nel 1997 passa alla Pistoiese, dove per due anni tornò a giocare titolare in serie B.
Negli anni seguenti vestirà le maglie di diverse squadre minori contribuendo alla promozione in C2 del Pordenone ma retrocedendo subito l'anno successivo a causa della mancata iscrizione al campionato.
Nella stagione 1994-1995 segnò 6 reti in 14 presenze con la maglia del Venezia. Nella stagione giocata a Trapani segna 8 reti, suo massimo stagionale in carriera.

## Palmarès

### Club

#### Competizioni nazionali
- Serie D: 1

Pordenone: 2001-2002